# Auguste Diès
Auguste Diès, né le 6 janvier 1875 au Mans (Sarthe) et mort le 5 février 1958 à Saint-Servan (aujourd'hui quartier de Saint-Malo, Ille-et-Vilaine), est un prélat français, docteur ès lettres, helléniste, doyen de la faculté des lettres d'Angers, membre de l'Académie des inscriptions et belles-lettres.

## Biographie

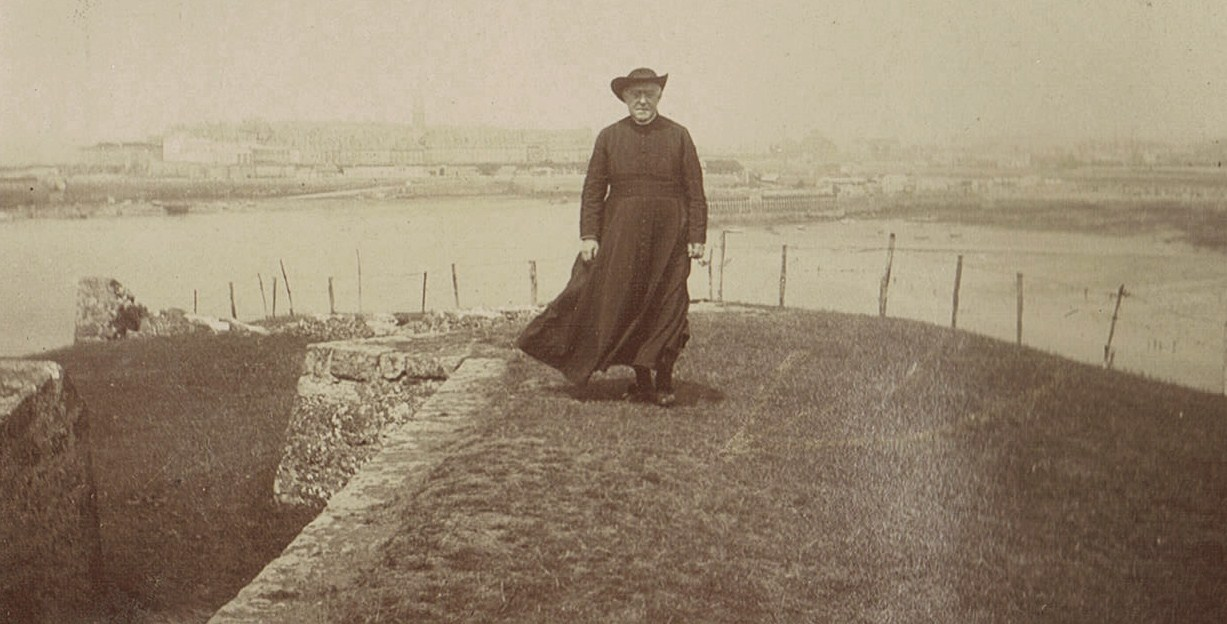
Un autre Servannais, l'académicien Louis Duchesne est le maître d'Auguste Diès.

Né au Mans, dans une famille originaire de Saint-Servan, ville où il passa une partie de son temps, se retira et mourut le 5 février 1958.
De tempérament rêveur et distrait, son entourage garde de lui l'image d'un homme plein de finesse, avec un soupçon d'humour. Serviable, d'une simplicité charmante, entièrement dévoué à ses élèves et disciples, ami à la fidélité inaltérable. Il prépara sa licence ès Lettres-Philosophie à l'Institut catholique de Paris où il eut comme maître Charles Huit et Clodius Piat, dont il se plaisait à rappeler le souvenir. Licencié en Sorbonne en 1897, il obtient son Diplôme d'Études Supérieures d'Histoire et Géographie avec un mémoire  sur l'organisation intérieure de l'École d'Athènes aux IVe et Ve siècles après J-C. C'est Mgr Louis Duchesne qui lui donna le goût de la recherche. Attiré de bonne heure par l'hellénisme, il fut à la Sorbonne à Paris l'élève de Victor Brochard et Hermann Diels et Lucien Lévy-Bruhl, pour préparer l'agrégation. puis à Berlin celui de Ulrich von Wilamowitz-Moellendorff.
Après quelques années de professorat dans l'enseignement secondaire, il obtient son doctorat ès Lettres à la Faculté de Rennes avec la mention Très honorable avec ses thèses: La définition de l'Être et la nature des Idées dans le Sophiste de Platon
En 1909 il soutient sa thèse complémentaire qui traite de ce qu'il appelle le Cycle mystique chez les Présocratiques.
Il enseigna la philosophie à la Faculté libre des Lettres d'Angers à partir d'octobre 1909 et occupera cette chaire jusqu'à sa retraite en 1952. En 1914, la mobilisation écourte un séjour de travail à la Bibliothèque du Séminaire de Philologie à l'Université de Berlin. À la fin de la guerre, l'abbé Diès reçoit une mission de confiance qui le mène à travers la Yougoslavie, la Roumanie, la Tchécoslovaquie, en vue du recrutement des Facultés de Théologie de l'université de Strasbourg».Érudit, il en profitera pour apprendre pratiquement la plupart des langues européennes et donnera même des leçons de sanskrit. Il mettra à profit ce séjour en Europe centrale pour se documenter sur les publications de philosophie de l'antiquité dues aux chercheurs tchèques.
Il publiera de nombreux articles dans la Revue de philosophie de Paris et diverses autres revues de philosophie et de philologie classique.
Il n'avait pas le goût du dogme et des systèmes. Il était historien de la pensée. Historien de la grécité classique, des origines à Aristote, son œuvre dépasse très largement ce domaine puisqu'il donna des articles sur l'histoire des mathématiques et de la médecine.
Il sera toutefois le spécialiste de Platon et du platonisme, qui resteront le centre de ses occupations d'érudit. Diès excellait à la restitution du passé de cette époque du IVe siècle av. J.-C. Il consacra par exemple sept années de sa vie à l'interprétation et la traduction de  Philèbe. Son édition des Lois dura plus de vingt ans.
À la fin de sa carrière, il accepta un poste d'enseignant à l'Université du Caire. Membre de plusieurs sociétés savantes françaises et étrangères. Élu correspondant de l'Académie des inscriptions et belles-lettres de l'Institut de France en 1928, il en devint membre libre le 14 décembre 1943 en remplacement d'Auguste Audollent.
Ses élèves, collègues et amis, lui dédièrent un recueil de Mélanges de philosophie grecque offert à Paris en 1956, dans lequel figure la liste complète de ses publications.

## Commentaire
« Par l'étendue de ses connaissances, par la sûreté de sa méthode et plus encore peut-être par son goût de l'histoire et son sens du réel, le chanoine Diès me semble le chercheur le mieux armé pour faire progresser les études sur la philosophie grecque et sur le platonisme, source de toute la civilisation occidentale. »

— Paul Mazon

## Œuvres
(liste non exhaustive)
- 1909  -  Le Cycle mystique. La divinité, origine et fin des existences individuelles dans la philosophie antésocratique, Paris. F. Alcan.
- 1909  -  La Définition de l'être et la nature des idées dans le "Sophiste" de Platon, Paris. F. Alcan.Seconde édition 1932
- 1913  -  La transposition platonicienne, conférence faite à l'Institut Supérieur de Philosophie de l'Université de Louvain, Louvain; Institut Supérieur de Philosophie
- 1927  -  Autour de Platon, essais de critique et d'histoire...I, Les Voisinages. Socrate, Paris: G. Beauchesne. Deuxième tirage revu et corrigé, 1972, éd. Les Belles Lettres.
- 1927  -  Autour de Platon II, Les Dialogues Esquisses doctrinales: Essais de critique et d'histoire, Paris, G. Beaucesne.
- 1930  -  Platon , Lagny-sur-Marne, Impr. E. Grevin. Éditeur: Ernest Flammarion.

- Prix Montyon 1931 de l'Académie française
- 1931  -  Le platonisme en Tchécoslovaquie ; Fr. Novotny et les lettres de Platon, Juvisy (Seine-et-Oise), éd. du Cerf.
- 1932  -  La définition de l'être et la nature des idées dans le "Sophiste" de Platon , 2éd.Paris. J. Vrin. réédition 1981.
- 1936  -  Le Nombre de Platon, essai d'exégèse et d'histoire, Paris, Impr.nationale. dans  Mémoires de l'Académie des Inscriptions et Belles-Lettres.
- 1937  -  Platon , Paris, éd.Flammarion.
- 1940  -  Le nombre nuptial de Platon, Paris. Imprimerie nationale.
- 1942  -  Le "Philèbe" de Platon; Lettres d'Humanité, T.I, Paris, éd. Les Belles Lettres.
- 1950  - Œuvres complètes de Platon 8/ 2e éd.rev.et corr., éd. Les Belles Lettres.
- 1953  -  Notice sur la vie et les travaux de M. Auguste Audollent, membre de l'Académie, dans : lue dans la séance du 9 octobre 1953, Comptes-rendus des séances de l'Académie des Inscriptions et Belles-Lettres, 97eannée, N°3, 1953, p. 334-350
- 1963  -  Définition de l'être et nature des idées dans le "Sophiste" de Platon, 2e édition, non remaniée, Paris, éd. J. Vrin.
- 1990  -  Pour l'histoire de la science hellène, par Paul Tannery & Auguste Diès, préface de M. Federigo Enriques, 2e éd. Sceaux: éd. Jacques Gabay.

### Préfaces, introductions, avant-propos
- 1923-1925 : Platon, Œuvres complètes, Tome VIII, 1, Parménide (1923); 2, Théétète (1924); 3, Le Sophiste (1925), Introductions, traductions et notes par Auguste Diès, Paris, Les Belles Lettres [chaque fascicule contient une introduction, la plus importante étant celle du Sophiste, sur lequel portait la thèse de Diès ; outre la notice propre sur le Parménide, le fascicule 1 renferme une « Notice générale sur les dialogues métaphysiques »].
- 1932 : Œuvres complètes, Tome VI, La République Livres I-III, Platon, texte établi et traduit par Émile Chambry, avec introduction d'Auguste Diès, Paris, éd. Les Belles Lettres ; 11e tirage 2012  (ISBN 2-251-0022-0-0)[3]
- 1933 : Métaphysique Tome II, Livres H-N, Aristote, traduction nouvelle et notes par Jules Tricot, préface d'Auguste Diès, Paris, J. Vrin
- 1933 : Métaphysique Tome I de A-Z, Aristote, traduction nouvelle et notes de Jules Tricot, préface d'Auguste Diès, Paris, éd. J. Vrin
- 1941 : Platon, Œuvres complètes, Tome IX, 2, Philèbe [importante notice de 112 pages], Paris, Les Belles Lettres.
- 1948 : La République : Livres I-IV, Platon, traduction d'Émile Chambry, Paris, Les Belles Lettres ; rééditions : 1982, 1989, 1996
- 1951 : Œuvres complètes, Tome XI, Les Lois 1re partie, Les Lois Livres I-II, Platon, texte établi et traduit par Édouard Barbou des Places, introduction d'Auguste Diès et Louis Gernet, Paris, Les Belles Lettres ; réédition 1976, 5e tirage (ISBN 2-251-00230-8)
- 1951 : Œuvres complètes, Tome XII, Les Lois 1re partie, Les Lois Livres VII-X, Platon, texte établi par Édouard Barbou des Places, avant-propos de Mgr Auguste Diès (corrections de Louis Gernet), Paris, Les Belles Lettres
- 1963 : La République, Platon, introduction d'Auguste Diès, traduction d'Émile Chambry, Paris, éditions Gonthier ; rééditions : 1966-1983 ; Le Club français du livre, 1954-1967

### Autres traductions
- 1992  -  Le Politique - Philèbe -Timée - Critias, Platon, texte établi et traduit par Auguste Diès... Albert Rivaud, Paris, éd. Gallimard.
- 1995  -  Le Sophiste annoté, Platon, texte traduit par Auguste Diès, éd. Brice Parain, suivi de L'invité  par Pierre Bachet, Paris éd. Le Nouveau commerce.

### Éditeur scientifique
Il était membre de l'Association Guillaume Budé et fit partie du Conseil d'Administration jusqu'à son décès.
- 1920  - Apologie de Socrate par Platon, texte établi par Maurice Croiset, Pris: Les Belles Lettres.
- 1923  - Œuvres complètes, Parménide 1re partie, Tome VIII, Platon, texte établi et traduit par Auguste Diès, Paris, Les Belles Lettres. 3e édition revue et corrigée Paris, Les Belles Lettres 1956.8e tirage, Nb de pages : XII-178.p.,  (ISBN 2-251-00223-5)
- 1923  - Œuvres complètes Tome VIII, 2e partie, Théétète, texte traduit par Auguste Diès, Paris, éd. Les Belles Lettres, 1924. Les Belles Lettres: 10e tirage,[s.d.] 260. p.,  (ISBN 2-251-00224-3).
- 1925  - Œuvres complètes, Tome VIII, Le Sophiste, 3e partie, Platon, texte établi et traduit par Auguste Diès, Paris, éd. Les Belles Lettres. 2e édition revue et corrigée, 1950. 4e tirage, revu et corrigé Paris, Les Belles Lettres, 1955 & 1963.
- 1930  - Pour l'histoire de la science hellène, de Thalès à Empédocle, par Paul Tannery, avec une préface de Federigo Enriques, 2e édition, Paris, éd. Gauthier-Villars.
- 1934  - Mémoires scientifiques XIII, Correspondance , par Paul Tannery édité par Auguste Diès, publiés par J.L. Heiberg & H. G. Zeuthen, Toulouse: E. Privat. En 1939 avec la collaboration  de J. Pasquier et Pierre Louis. Puis réedition 1943.
- 1935  - Œuvres complètes, Le Politique, Tome X, 1re partie, Platon, texte établi et traduit par Auguste Diès, Albert Rivaud, Paris, éd. Les Belles Lettres, 3e tirage, 1960; 4e tirage, 1970, 7e tirage 2012, LXV.p., 187.p.  (ISBN 2-251-00226-X), éd. Gallimard en 1992,  (ISBN 978-2-07-072737-7)
- 1941  - Œuvres complètes, Tome IX, Philèbe 2e partie, Platon, texte établi et traduit par Auguste Diès, Paris, éd. Les Belles Lettres. 1959, 8e, pp. CXII et 94.p. 4e tirage, 1966. 5e édition 1978. 7e tirage, Les Belles Lettres, Nb de pages : CXII - 191. p.,  (ISBN 2-251-00227-8)
- 1949-1950 - Œuvres complètes, Tome IX, Platon, texte traduit et établi par Auguste Diès.
- 1950  - Œuvres complètes VIII Théétète, 2e partie, Platon, texte établi et traduit par Auguste Diès, 2e édition revue et corrigée, Paris, 2e édition, Paris, Les Belles Lettres. 3e édition, revue et corrigée 1955. 4e tirage 1967. Puis 1976.
- 1956  - Œuvres complètes Tome XII, Les Lois, 2e partie Livres XI-XII, Platon, texte établi et traduit par Auguste Diès, ... Epinomis par E. des Places, S. J... Paris, Les Belles Lettres. 2e tirage, revu et corrigé en 1976, 3e tirage, 274.p.  (ISBN 2-251-00233-2)
- 1956  - Œuvres complètes, Tome VIII, Parménide, 1re partie, Platon, texte établi et traduit par Auguste Diès, 3e édition revue et corrigée, Paris, Les Belles Lettres.
- 1956  - Œuvres complètes, Tome XII, Les Lois, 1re partie Livres VII-X, Platon, texte établi et traduit par Auguste Diès, Paris, Les Belles Lettres. 3e tirage revu et corrigé 1994, 4e tirage, 356.p.  (ISBN 2-251-00232-4)
- 1956  - Les Lois, Platon, texte établi et traduit par Édouard Babou des Places, introduction Auguste Diès et Louis Gernet, Paris, 1956-1968.
- 1962  - Œuvres complètes, 13, Dialogues suspects 2, Platon, texte établi et traduit par Auguste Diès et Joseph Souilhé, Paris, éd. Les Belles Lettres.
- 1975 - 1976 - Les Lois, Platon, texte établi et traduit par Édouard Babou des Places, introduction Auguste Diès et Louis Gernet, Paris, Les Belles Lettres.

### Conférences
(liste non exhaustive)
- 1912   -  La transposition platonicienne, conférence faite à l'Institut Supérieur de Philosophie de l'Université de Louvain, Louvain; Institut Supérieur de Philosophie, texte publié en 1913 dans les Annales de l'Institut supérieur de Philosophie
- 1949   - En novembre conférence

## Hommages
- Éloge funèbre par Augustin Mansion
- Éloge funèbre par Louis Renou
- Une rue de Saint-Malo porte son nom
- La ville de Le Minihic-sur-Rance a donné son nom à une rue de la commune.
- Un amphithéâtre de l'Université Catholique de l'Ouest à Angers porte son nom.

## Fonctions, titres
- Prêtre
- Chanoine honoraire de Rennes en 1924
- Docteur honoris causa de l'Université de Louvain en 1926.
- Protonotaire apostolique
- Traducteur
- Correspondant de l'Institut (élu en 1928))
- Professeur aux Facultés catholiques de l'Ouest (actif en 1932)
- Doyen de la Faculté des Lettres d'Angers de 1942 à 1947
- Membre de l'Institut de France en 1943
- Archevêque en 1945
- Professeur à l'Université Ibrahim Pacha du Caire de 1952 à 1955.

## Élèves
- Emmanuel Fontaine